# Джиггер

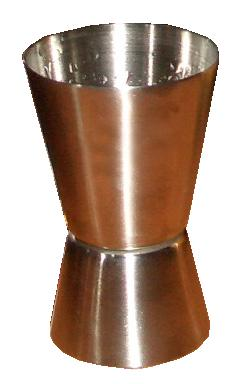

Джиггер (англ. jigger — единица измерения жидкости, равная 1,5 жидкой унции, примерно 44 мл) — это инструмент бармена, предназначенный для контроля количества добавляемых в коктейль ингредиентов. Также джиггер называют мерным стаканчиком.
Традиционно джиггер сделан из нержавеющей стали. Он состоит из двух конусообразных стаканчиков разного объёма и имеет форму песочных часов. Одна из частей равна одному джиггеру, а вторая может иметь произвольный объём.
Обозначения на джиггерах бывают двух типов: в британских имперских и метрических единицах.
Типы джиггеров с имперскими единицами:
- ½ унции — ¾ унции
- ½ унции — 1 унция
- ¾ унции — 1¼ унции
- ¾ унции — 1½ унции
- 1 унция — 1½ унции
- 1 унция — 2 унции
- 1½ унции — 2 унции

Типы джиггеров с метрическими единицами:
- 15 мл — 30 мл
- 20 мл — 40 мл
- 25 мл — 50 мл
- 30 мл — 60 мл

Примечание: иногда вместо миллилитров используют обозначение в сантилитрах: 1cl = 10ml.